# Big Poppa
"Big Poppa" é o segundo single do rapper The Notorious B.I.G. para seu álbum de estreia, Ready to Die. Foi certificado como platina pela RIAA.

## Faixas
A-Side
1. "Big Poppa" was a (Club Mix) (4:13)
2. "Warning" was a (Club Mix) (3:41)
3. "Big Poppa" (Instrumental) (4:13)

B-Side
1. "Big Poppa" (Radio Edit) (4:12)
2. "Warning" (Radio Edit) (2:57)
3. "Warning" (Instrumental) (3:41)
4. "Who Shot Ya?"

## Maxi single
1. "Big Poppa" (radio edit)
2. "Big Poppa" (remix radio edit)
3. "Who Shot Ya?" (radio edit)
4. "Big Poppa" (remix instrumental)
5. "Big Poppa" (club mix)
6. "Big Poppa" (remix club mix)
7. "Who Shot Ya?" (club mix)
8. "Warning" (club mix)

## Paradas musicais
| Parada (1995)                                   | Posição topo |
| ----------------------------------------------- | ------------ |
| U.S. Billboard Hot 100                          | 6            |
| U.S. Billboard Hot R&B/Hip-Hop Singles & Tracks | 2            |
| U.S. Billboard Hot Rap Singles                  | 1            |
| UK Singles Chart                                | 63           |
| Canadian Singles Chart                          | 41           |

| Parada de final de ano (1995) | Posição |
| ----------------------------- | ------- |
| U.S. Billboard Hot 100        | 47      |